# Pela jezik
Pela jezik (ISO 639-3: bxd; bela, bola, bula, pala, polo), tibetsko-burmanski jezik sjevernoburmanske podskupine, kojim govori oko 400 ljudi (2000 D. Bradley) od 1 000 etničkih Pela (2001 J. Edmondson) u kineskoj provinciji Yunnan. Etnička grupa živi među većinskim Jingpo narodom, od kojih se razlikuju po tradicijama, i smatraju se različitima od njih.
Sjevernoburmansku podskupinu čine zajedno s jezicima achang [acn], hpon [hpo], lashi [lsi], lhao vo [mhx] i srodnim jezikom zaiwa [atb].

## Vanjske poveznice
- Ethnologue (14th)
- Ethnologue (15th)